# کوریج سگ ترسو
کوریج سگ ترسو (به انگلیسی: Courage the Cowardly Dog) انیمیشن سریالی آمریکایی کمدی ترسناک می‌باشد که توسط جان آر. دیلوورث برای کارتون نت‌ورک خلق گردیده‌است. این سریال برای فضای تیره‌وتار و طنز سوررئال خود شناخته می‌شود.